# Ježov (district de Pelhřimov)
Pour les articles homonymes, voir Ježov.
Ježov (en allemand : Jeschow) est une commune du district de Pelhřimov, dans la région de Vysočina, en République tchèque. Sa population s'élevait à 69 habitants en 2024.

## Géographie
Ježov est arrosée par la Želivka, un affluent de la Sázava, qui borde la commune à l'est et au sud.
Ježov se trouve à 12 km au nord-ouest de Humpolec, à 20 km au nord de Pelhřimov, à 35,5 km au nord-ouest de Jihlava à 79 km au sud-est de Prague.
La commune est limitée par Snět au nord-ouest et au nord, par Horní Paseka et Hojanovice à l'est, par Vojslavice au sud et par Píšť à l'ouest.

## Histoire
La première mention écrite de la localité date de 1352.

## Transports
Par la route, Ježov se trouve à 19 km de Humpolec, à 27,5 km de Pelhřimov, à 50 km de Jihlava à 89 km de Prague.